# Christian von Tattenbach
Christian von Tattenbach, född 16 januari 1846 i Landshut, död 10 februari 1910 i Madrid, var en tysk diplomat.
Tattenbach var anställd först inom Bayerns, därefter inom Elsass-Lothringens förvaltning, fick 1878 en post i tyska utrikesministeriet, tjänstgjorde som legationssekreterare och ambassadråd och utsågs 1890 till tysk resident i Tanger. Där verkade han till 1896 framgångsrikt för att skapa tyskt ekonomiskt inflytande i Marocko och avslöt bland annat det första tysk-marockanska handelsfördraget. Han var sedermera tyskt sändebud i Bern, Peking och, från 1900, i Lissabon samt företrädde 1905–06 som andre befullmäktigad vid Joseph Maria von Radowitz sida Tyskland på konferensen i Algeciras, där han med stor energi och sakkunskap förfäktade de tyska intressena. Även som ambassadör i Madrid, från 1908, fortsatte han att bekämpa Frankrikes på fullständig "penetration" av sultanatet inriktade Marockopolitik.